# Oswego (Illinois)
Pour les articles homonymes, voir Oswego.
Oswego est un village du comté de Kendall (Illinois) (États-Unis), situé dans l'aire métropolitaine de Chicago. Il est reconnu par plusieurs habitants de la région pour sa dragstrip, ouverte de 1955 à 1979 et ayant réuni des compétiteurs de l'ensemble du Mid-West.
Selon le recensement des États-Unis de 2010, il compte 30 355 habitants, ce qui est plus du double comparativement au recensement de 2000 établissant la population à 13 326 personnes. Oswego est ainsi devenue la plus grande municipalité du comté située entièrement à l'intérieur des frontières de ce dernier.

## Géographie
Oswego est situé aux coordonnées 41° 41′ 26″ N, 88° 20′ 30″ O (41.690681, -88.341778), chevauchant la Fox.
Selon le recensement de 2010, le village couvre un total de 15,63 milles carrés (40,48 km2), dont 15,53 milles carrés (40,22 km2) (99,36 %) de terre et 0,11 milles carrés (0,28 km2) (0,70%) d'eau.

## Histoire
Selon le site web du village, les premiers colons blancs s'y sont établis en 1833 lorsque William Smith Wilson, sa femme Rebecca et son beau-frère Daniel Pearce ont décidé de s'y établir. Situé sur des terres habitées par les tribus locales Potawatomis, Outaouais et Ojibwés, ces dernières ont été exclues des recensements du gouvernement fédéral le long de la rivière Fox. Le gouvernement a fini par vendre la terre au prix de 2,25 dollars américains l'acre.
Après la vente de la terre, Lewis Brinsmaid Judson et Levi F. Arnold ont fondé le village sous le nom de Hudson. Cependant, l'ouverture d'un bureau de poste par le gouvernement a engendré de la confusion autour du nom du village. Les habitants se sont réunis et ont choisi le nom d'Oswego. Le gué du village traversant la Fox a permis à ce dernier de croître économiquement.